# Cipriano Esteves Ferreira

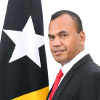
Cipriano Esteves Ferreira

Cipriano Esteves Doutel Ferreira ist ein osttimoresischer Politiker und Mitglied der Partidu Libertasaun Popular (PLP).

## Werdegang
Am 29. September 2017 wurde Ferreira zum Staatssekretär für Landwirtschaft und Fischerei ernannt. Die Vereidigung fand am 3. Oktober statt. Da die PLP in Opposition zur VII. Regierung unter Premierminister Marí Alkatiri von der FRETILIN steht, hat die PLP Ferreira und die anderen PLP-Mitglieder im Kabinett vorläufig von Parteiveranstaltungen ausgeschlossen. Ferreiras Amtszeit als Staatssekretär endete mit Antritt der VIII. Regierung Osttimors am 22. Juni 2018.